# Сан Мартино (Сијена)
Сан Мартино је насеље у Италији у округу Сијена, региону Тоскана.
Према процени из 2011. у насељу је живело 41 становника. Насеље се налази на надморској висини од 481 м.